# Harry Porter
Harry Franklin Porter, född 31 augusti 1882 i Bridgeport i Connecticut, död 27 juni 1965 i Hartford i Connecticut, var en amerikansk friidrottare som tävlade i höjdhopp. 
Han vann guldmedaljen i sommar-OS 1908 i London med ett hopp på 1,905, vilket var nytt olympiskt rekord. Tre utövare delade andraplatsen på höjden 1,88 - fransmannen Géo André, ungraren István Somodi och irländaren Cornelius Leahy.
Porter avlade examen vid Cornell University. Han skall inte ha fattat intresse för idrott förrän efter detta. 1907 vann han de amerikanska inomhusmästerskapen i höjdhopp och året efter tog han hem titlarna både inomhus och utomhus. 

## Fotnoter
1. ↑  1910 Mecca Cigarette Champion Athlete and Prize Fighter Series.